# 死亡之Ping

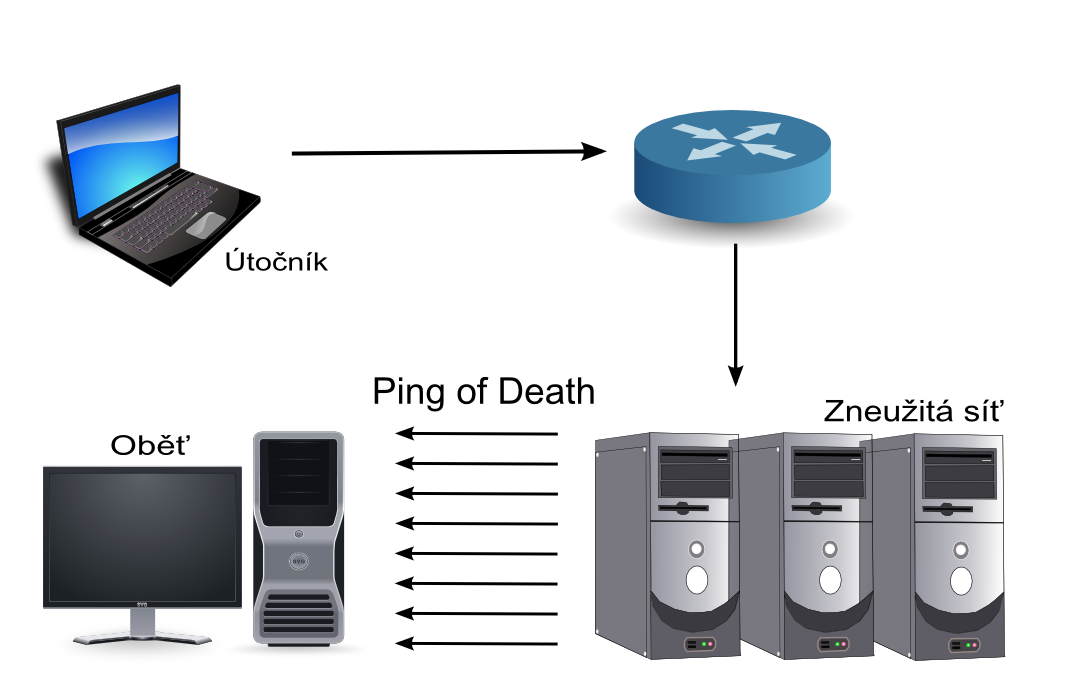
死亡之Ping攻击示意图

死亡之Ping（英文：ping of death, POD）是一種向目标电脑发送错误封包的或恶意的ping指令的攻击方式。通常，一次ping大小為32字节（若考慮IP標頭则為84字节）。早期的電腦大部分無法處理大於IPv4最大封包大小（65,535字节）的ping封包。因此发送这样大小的ping可以令目标电脑崩溃。
在早期TCP/IP的实现中，這攻擊方式很容易实现，能影响到众多系统，如Unix、Linux、Mac、Windows、打印机、路由器等。这是一种专门针对一种弱点的非常简单的攻击。在1997-1998年後几乎所有的现代系統都已經修正了這問題。
一般而言，在ICMP规范中，ICMP回送消息在数据包的数据部分只有65,536个字节。送出超過65,536字节ping封包對IP通訊協定而言不是合法的用法，若送出ping封包時分成多個片段，目標電腦必須不斷重組封包，期間可能引發緩衝區溢位，而導致系統崩潰。
近年来，出现了另一种更多见的ping的攻击——Ping洪泛攻击（Ping flood）。将过量的ping向目的电脑洪泛以使得正常的访问无法到达目的电脑（一种基本的拒绝服务攻击）。